# Півники несправжньосмикавцеві
{{#ifeq:0|0|{{#if:|{{#if:Irispseudocyperus|[[]}}|}}}}
Пі́вники несправжньосми́кавцеві (Iris pseudocyperus) — багаторічна рослина родини півникових, занесена до Червоної книги України. Декоративна культура. Свою назву отримала за деяку схожість з рослиною смикавець, в той же час приставка несправжньо- підкреслює, що ці види систематично не пов'язані один з одним.

## Опис
Трав'яниста рослина 40-80 см заввишки, криптофіт. Кореневище тонке, галузисте, утворює густі, нещільні дернинки. Стебло плоско-стиснуте, з добре помітними ребрами. Листки широкомечеподібні, 6-20 мм завширшки, міцні, з декількома добре помітними поздовжніми жилками, сизо-зелені, удвічі довші за стебла. Листки обгортки до 25 см завдовжки, з гострим кілем, нижній листок обгортки здебільшого значно довший від верхнього. Квіток на стеблі 1-3, вони мають округло-тригранні квітконіжки до 6 см завдовжки. Листочки оцвітини жовті з фіолетовими краями, внутрішні листочки оцвітини — жовті. Плід — коробочка 3-4 см завдовжки, звужена до верхівки, шестигранна, з 3 ширшими й 3 вужчими гранями. Насінини грушоподібні, дещо стиснуті.

## Екологія
Світлолюбна, відносно посухостійка рослина. Віддає перевагу добре освітленим і угноєним, помірно зволоженим ґрунтам. Цей вид півників найчастіше можна побачити на узліссях, галявинах або під пологом світлого лісу, рідше — на скельних виступах. Популяції, описані на території України, невеликі за площею (по кілька м²) і складаються зі щільних або розріджених куртин, які утворились вегетативним розмноженням.
Розмножується насінням і вегетативно. Квітне в травні-липні, плодоносить у липні-серпні.

## Поширення
Вид поширений у Середній Європі — від Балканського півострова на півдні до Карпатських гір на північному сході. Півники несправжньосмикавцеві трапляються у Хорватії, Словаччині, Угорщині, Румунії. На території України ця рослина зростає лише на крайньому заході, а саме: на Чернечій горі і горі Ловачка біля Мукачево, на Вулканічному хребті (Антоловецька поляна, околиці села Тур'я Поляна), у гірському масиві Свидовець (урочища Довге Бердо, Занога).

## Значення і статус виду
Як недостатньо вивчений вид із низькою чисельністю півники несправжньосмикавцеві потребують ретельної охорони. Станом на 2014 рік відповідні заходи здійснюються лише у Карпатському біосферному заповіднику (охороняються популяції у масиві Кузій). Для запобігання винищенню потрібно заборонити розробку кар'єрів, надмірне випасання худоби, заліснення місць зростання.
Господарське значення цього виду обмежене. Півники несправжньосмикавцеві використовують у декоративному садівництві. Крім того, у дикому середовищі їх сланкі кореневища можуть скріплювати пористі ґрунти, особливо на схилах, тому цей вид можна розглядати і як протиерозійний.

## Синоніми
- Iris graminea subsp. pseudocyperus (Schur) Soó
- Iris graminea var. latifolia Spach